# James H. Flatley
Pour les articles homonymes, voir Flatley.
Le vice-amiral James Henry Flatley Jr. (17 juin 1906 - 9 juillet 1958) était un aviateur naval et un tacticien de l'United States Navy (US Navy) pendant la Seconde Guerre mondiale. Il est devenu un as de la chasse qui a abattu six avions ennemis en combat aérien.

## Biographie

### Jeunesse et début de carrière
Flatley est né à Green Bay, dans le Wisconsin, et est diplômé du St. Norbert College. Diplômé de l'Académie navale des États-Unis en 1929, il a obtenu son brevet en 1931. Au début de sa carrière, il est affecté à l'escadron de patrouille 4 (VP-4F), où il pilote des hydravions Douglas PD et des Consolidated P2Y. En décembre 1941, il fait partie du Fighting Squadron 2 (VF-2) et pilote le Brewster F2A Buffalo, le premier chasseur monoplan de la marine.

### Seconde Guerre mondiale
Lors de l'ouverture des hostilités en décembre 1941, Flatley servait à bord du porte-avions USS Lexington (CV-2). Cependant, son escadron n'a pas participé aux premiers raids, car le VF-2 a été mis à l'écart à partir du 25 janvier 1942 afin de passer du F2A Buffalo au Grumman F4F Wildcat. Le Fighting Squadron 3 (VF-3) (escadron de combat 3), équipé par Grumman, a pris sa place entre-temps.
Fin avril 1942, juste avant la bataille de la mer de Corail, Flatley est envoyé sur le porte-avions USS Yorktown (CV-5) avec l'ordre de prendre le commandement du Fighting Squadron 42 (VF-42) . Cependant, à son arrivée, il découvre que son camarade de promotion, le capitaine de corvette (Lieutenant Commander) Charles R. Fenton, a déjà été nommé commandant par le capitaine du navire. Quelques jours plus tard, le problème est résolu: Fenton est reconnu comme commandant de la VF-42 et Flatley est renvoyé aux États-Unis pour former un nouvel escadron de chasse. Cependant, il réussit à obtenir la permission de rester pour la bataille à venir, et est donc maintenu comme commandant en second (executive officer) de la VF-42.
Le 7 mai, Flatley dirigea un groupe de chasseurs Grumman F4F Wildcat pour escorter les Douglas TBD Devastator de la Torpedo Squadron 5 (VT-5) lors de l'attaque qui coula le porte-avions léger Shōhō. Son groupe a ensuite engagé plusieurs chasseurs Mitsubishi A5M de la patrouille aérienne de combat (Combat Air Patrol - CAP) du Shōhō et a réussi à abattre l'un d'entre eux. En réponse au naufrage du Shōhō, la force principale des porte-avions de la marine impériale japonaise a lancé une attaque nocturne sur les porte-avions de l'US Navy, composée de 15 bombardiers Nakajima B5N et de 12 bombardiers Aichi D3A. Flatley dirige l'un des groupes de F4F Wildcat envoyés pour les intercepter (un autre groupe est dirigé par le Lieutenant Commander Paul Ramsey de la VF-2). La force de frappe ennemie subit de lourdes pertes. Le lendemain, le 8 mai, il participe à une opération CAP visant à protéger les porte-avions de l'US Navy. Son groupe engagea plusieurs chasseurs Mitsubishi A6M Zero et il déclara en avoir abattu un, bien qu'aucun Zéro n'ait été perdu au cours de l'engagement.
Après la mer de Corail, il retourne aux États-Unis pour former le Fighting Squadron 10 (VF-10), qui pilote des F4F Wildcat. L'escadron est surnommé les "Grim Reapers" et, en tant que commandant, Flatley devient le "Reaper Leader" à bord du USS Enterprise (CV-6).
Au cours de la bataille des îles Santa Cruz, le 26 octobre 1942, Flatley dirigea plusieurs F4F Wildcat pour escorter les bombardiers torpilleurs Grumman TBF Avenger du Torpedo Squadron 10 (VT-10) dans le cadre d'une attaque contre les porte-avions japonais. En route, les forces de frappe américaines et japonaises se croisent. Neuf A6M Zeros du porte-avions Zuihō, menés par le lieutenant Moriyasu Hidaka, abandonnent leur mission d'escorte et attaquent l'attaque américaine. Au cours du combat qui suit, plusieurs TBF Avengers et F4F Wildcat sont abattus, ainsi que plusieurs A6M Zeros. Flatley a reçu un crédit d'abattage partagé lors de cet engagement. La force de frappe qu'il escortait ne parvint pas à localiser le principal porte-avions de la Marine Impériale japonaise  et attaqua à la place un croiseur. Flatley et ses F4F Wildcat le mitraillèrent afin de soutenir les avions torpilleurs, mais toutes les torpilles manquèrent la cible. Plus tard dans la journée, sa division de quatre F4F Wildcat rencontra des A6M Zeros du porte-avions Jun'yō à plus haute altitude et déploya des tactiques défensives "Thach Weave" lorsqu'ils attaquèrent. L'un des attaquants était le lieutenant Yoshio Shiga, qui abandonna après avoir effectué plusieurs descentes.
Au cours de la bataille navale de Guadalcanal, le 15 novembre 1942, le Enterprise lança une force de frappe contre le cuirassé endommagé Hiei, et le groupe de Wildcat de Flatley assura l'escorte. Après avoir regagné le Enterprise, Flatley a dirigé une seconde force de frappe contre des transports de la Marine Impériale japonaise transportant des renforts et du matériel à destination de Guadalcanal. Son groupe a ensuite atterri sur Guadalcanal et a effectué une autre CAP avant de remettre ses appareils aux Marines à Henderson Field.
Après son affectation en tant que commandant du groupe aérien 5 (Commander Air Group 5 - CAG-5) à bord de l'USS Yorktown (CV-10), au cours de laquelle il a contribué à introduire le Grumman F6F Hellcat au combat en août 1943, Flatley, à l'âge de 36 ans, n'a plus jamais volé au combat.
Il a reçu :

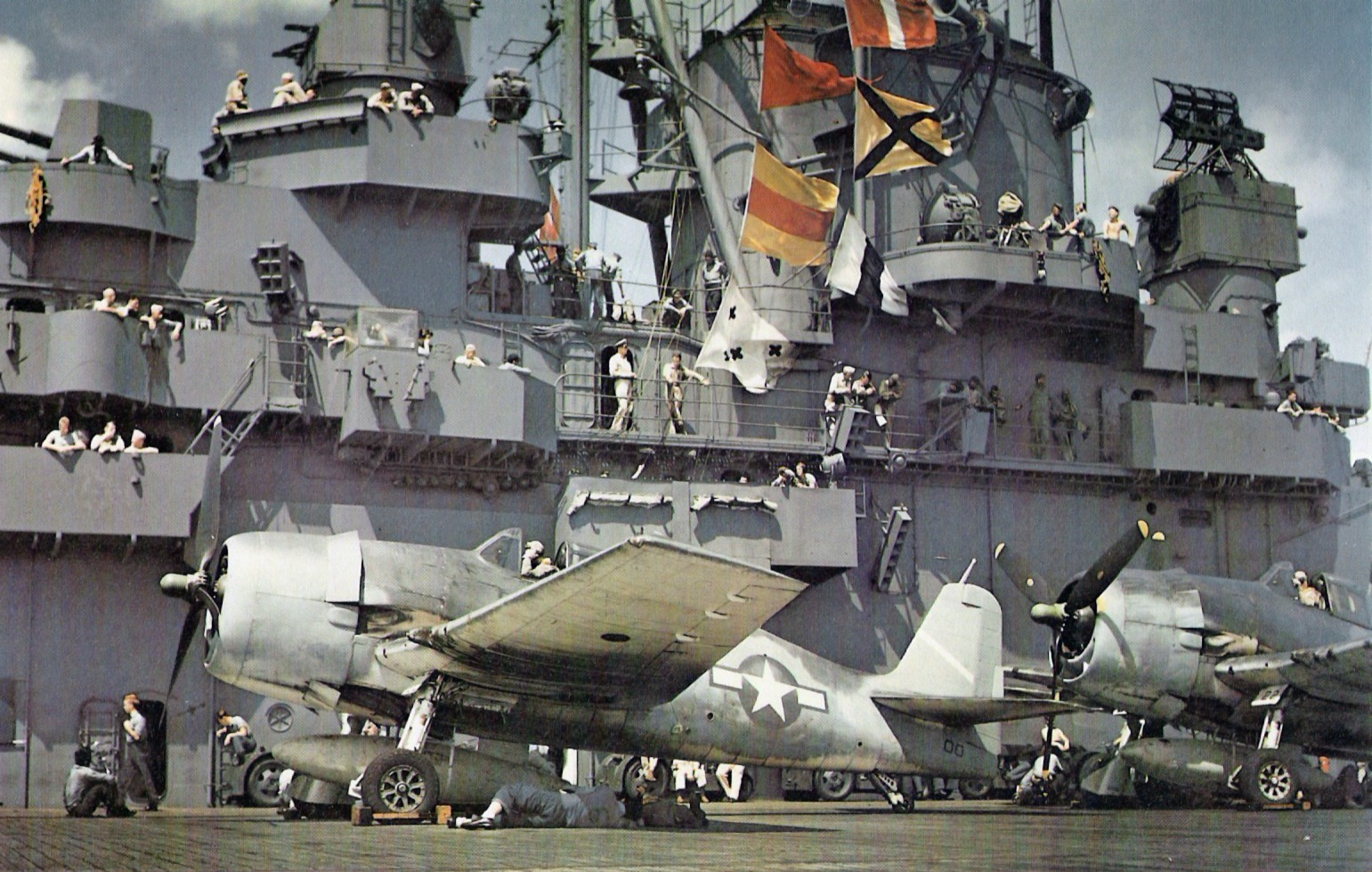
Le commandant Flatley en tant que commandant du groupe aérien 5 (CAG-5) dans son F6F-3 Hellcat sur le pont d'envol du USS Yorktown (CV-10) avant le décollage lors du raid sur l'île Marcus le 31 août 1943. Ce raid a fait l'objet d'un film en 1944, The Fighting Lady.

- la Navy Cross pour la mer de Corail,
- deux Distinguished Flying Cross pour son héroïsme,
- une Bronze Star pour son action contre les forces japonaises dans les îles Philippines
- et la Navy Distinguished Service Medal.

### L'après-guerre
Flatley est resté dans la marine après la guerre et est devenu une figure clé du programme d'entraînement aérien d'après-guBase aéronavale d'Olatheerre de la marine. Après avoir commandé le porte-avions d'escorte USS Block Island (CVE-106) pendant un an, Flatley s'est fortement impliqué dans l'évaluation des résultats désastreux de l'aviation navale en matière de sécurité et a finalement contribué à la mise en place du Naval Aviation Safety Center, l'actuel Centre de sécurité de la marine (Naval Safety Command).
Après la guerre, il a été:
- directeur de la formation de la Naval Air Station Corpus Christi à Corpus Christi, dans le Texas;
- commandant de la base aéronavale d'Olathe (Naval Air Station Olathe) à Olathe, dans le Kansas (qui a été rebaptisée "Flatley Field" de 1962 à 1969) ;
- de la base navale de Norfolk (Naval Station Norfolk) à Norfolk, dans le Virginie,
- puis commandant du porte-avions USS Lake Champlain (CV-39).

Il a également occupé divers postes d'état-major.
Il a pris sa retraite de la marine le 2 juin 1958 et a été promu vice-amiral (Vice admiral)en même temps que sa retraite. Il meurt à peine un mois après sa retraite au National Naval Medical Center de Bethesda, dans le Maryland, le 9 juillet 1958 et est enterré au cimetière national d'Arlington (Arlington National Cemetery) deux jours plus tard.

### Tacticien
Lors de l'attaque du Shōhō, Flatley observa de nombreux bombardiers-torpilleurs et bombardiers en piqué qui gaspillaient leurs munitions sur un porte-avions déjà terminé, au lieu de se détourner vers d'autres navires intacts. Sur la base de cette observation, il proposa par la suite qu'un coordinateur de frappe soit désigné lors des futures opérations pour assigner les cibles.
Flatley critique la pratique consistant à lancer de nombreuses petites frappes au coup par coup, comme ce fut le cas lors de la bataille des îles Santa Cruz, car il est convaincu qu'une grande force peut accomplir bien plus que plusieurs petites.
Flatley, tout comme John S. Thach et Butch O'Hare, a joué un rôle déterminant dans la communication de conseils tactiques à l'ensemble de l'aviation navale et dans la modification de la perception selon laquelle le F4F Wildcat était inférieur au Zero japonais. Flatley était convaincu de la supériorité du F4F Wildcat sur le Zero lorsqu'il était correctement utilisé, déclarant à propos du Wildcat :
"Ne soyons pas trop critiques à l'égard de notre équipement. Il abat l'ennemi en flammes et ramène la plupart d'entre nous à la maison".
Il n'est pas très impressionné par le Zéro, mais attribue le succès du chasseur japonais à la grande qualité des pilotes japonais. Son article sur les capacités de l'ennemi reçoit un accueil favorable de la part des hauts responsables de l'U.S. Navy.
L'expression "Thach Weave" n'est entrée dans le lexique que lorsque Flatley l'a nommée dans son rapport après action pour la bataille des îles Santa Cruz. Il raconte comment la "tactique de défense par faisceau" du capitaine de corvette John S. Thach lui a permis d'échapper à une destruction quasi certaine pendant la bataille. Flatley écrit : 
"... la division en quatre avions est la seule chose qui fonctionnera, et je l'appelle le Thach Weave".
Flatley a reçu plus tard une citation pour sa bravoure à récupérer des blessés après que le porte-avions USS Bunker Hill (CV-17) a été touché par des kamikazes le 11 mai 1945.

## Héritage
- USS Flatley (FFG-21)
- Parc Admiral Flatley à Green Bay.

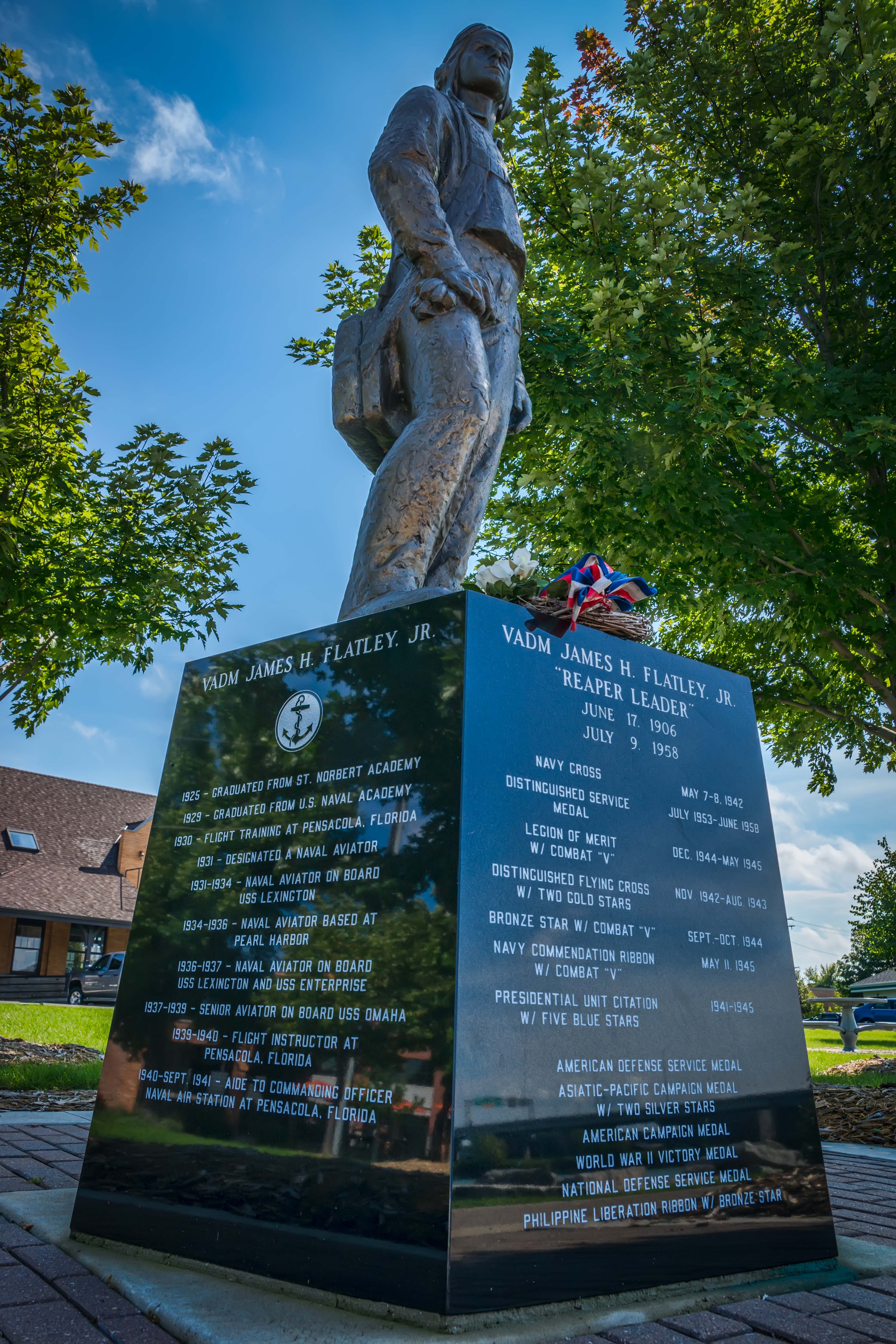
Statue de Flatley dans le parc Admiral Flatley à Green Bay

- Le prix commémoratif de l'amiral Flatley pour la sécurité aérienne est décerné chaque année à un porte-avions et à un navire amphibie, ainsi qu'à leur escadre aérienne embarquée et à leur unité expéditionnaire marine[5].
- orps des cadets de la marine des États-Unis (USNSCC) VADM James H. Flatley Jr. Division, Green Bay, Wisconsin
- Son fils, James H. Flatley III, est devenu aviateur naval et pilote d'essai, atteignant finalement le grade de contre-amiral[6].
- Ses petits-fils, James H. Flatley IV et Joseph F. Flatley, sont devenus officiers de marine et aviateurs[7].

## Source
- (en) Cet article est partiellement ou en totalité issu de l’article de Wikipédia en anglais intitulé « James H. Flatley » (voir la liste des auteurs).